# شعار الفلبين
شعار الفلبين (بالفلبينية: Sagisag ng Pilipinas؛ بالإسبانية: Escudo de Filipinas)، يتميز بشمس الفلبين ذات الأشعة الثمانية، حيث يمثل كل شعاع المقاطعات الثمانية (باتانجاس، بولاكان، كاويته، مانيلا، لاغونا، نويفا إسيجا، بامبانغا، وتارلاك) التي وُضعت تحت الأحكام العرفية من قبل الحاكم العام رامون بلانكو الأب خلال الثورة الفلبينية، وثلاثة نجوم خماسية تمثل ثلاث مجموعات الجزر الرئيسية: لوزون، فيساياس، ومينداناو.
على الحقل الأزرق في الجانب الأيمن يوجد النسر الأصلع لأمريكا الشمالية التابع للولايات المتحدة، وعلى الحقل الأحمر في الجانب الأيسر يوجد الأسد القافز من شعار النبالة لمملكة ليون الإسبانية، وكلاهما يمثل ماضي البلاد الاستعماري. الشعار الحالي، الذي يتشارك في العديد من ميزات العلم الوطني، تم تصميمه بواسطة الفنان الفلبيني الكابتن جالو ب. أوكامبو.

## الوصف العام
الوصْف الرسمي لشعار النبالة في قانون العلم والرموز للفلبين (قانون الجمهورية 8491)  كما يلي:
الوصْف الأصلي وفقاً لقانون الكومنولث رقم 731 هو: